# Topnik

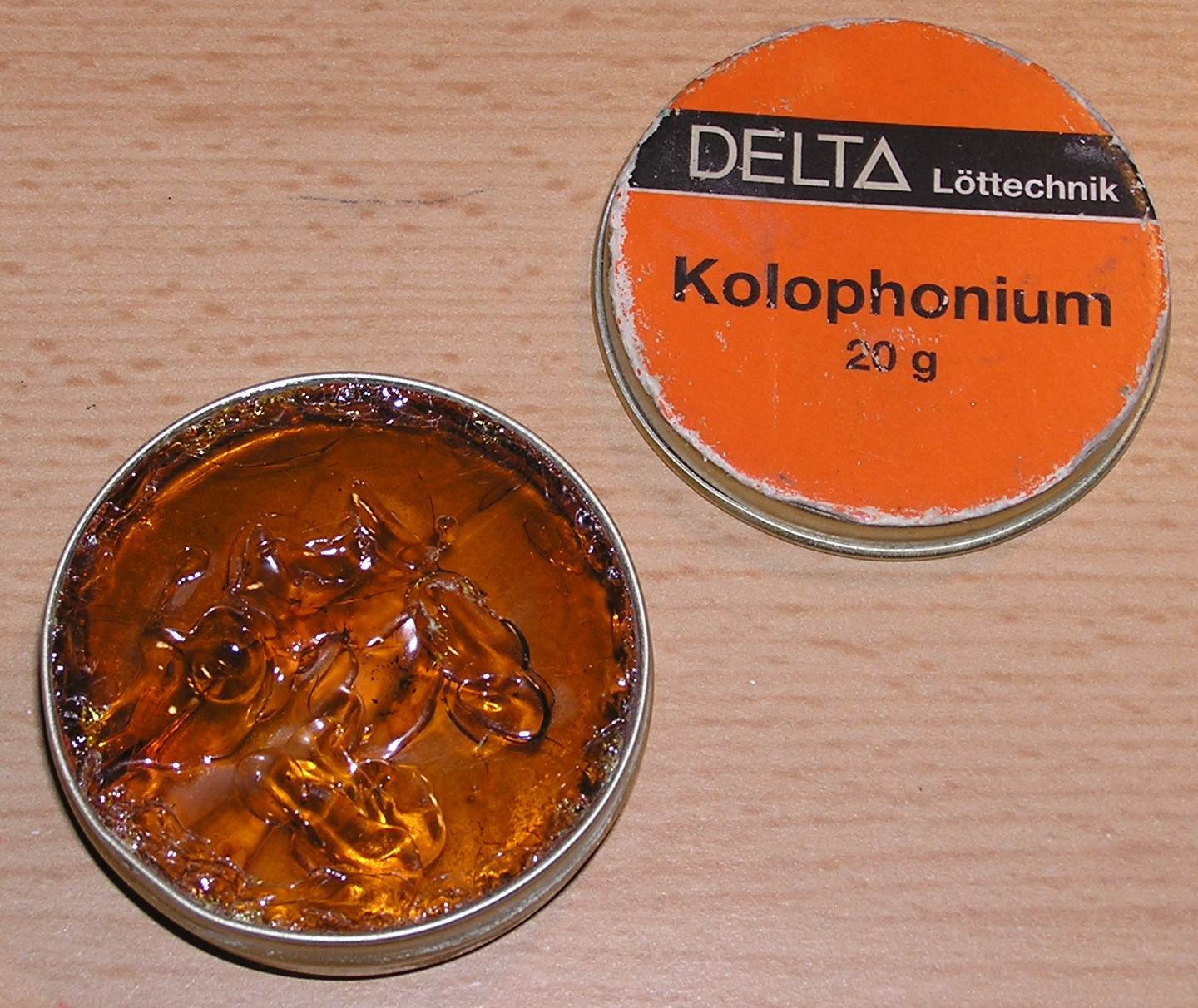
Kalafonia

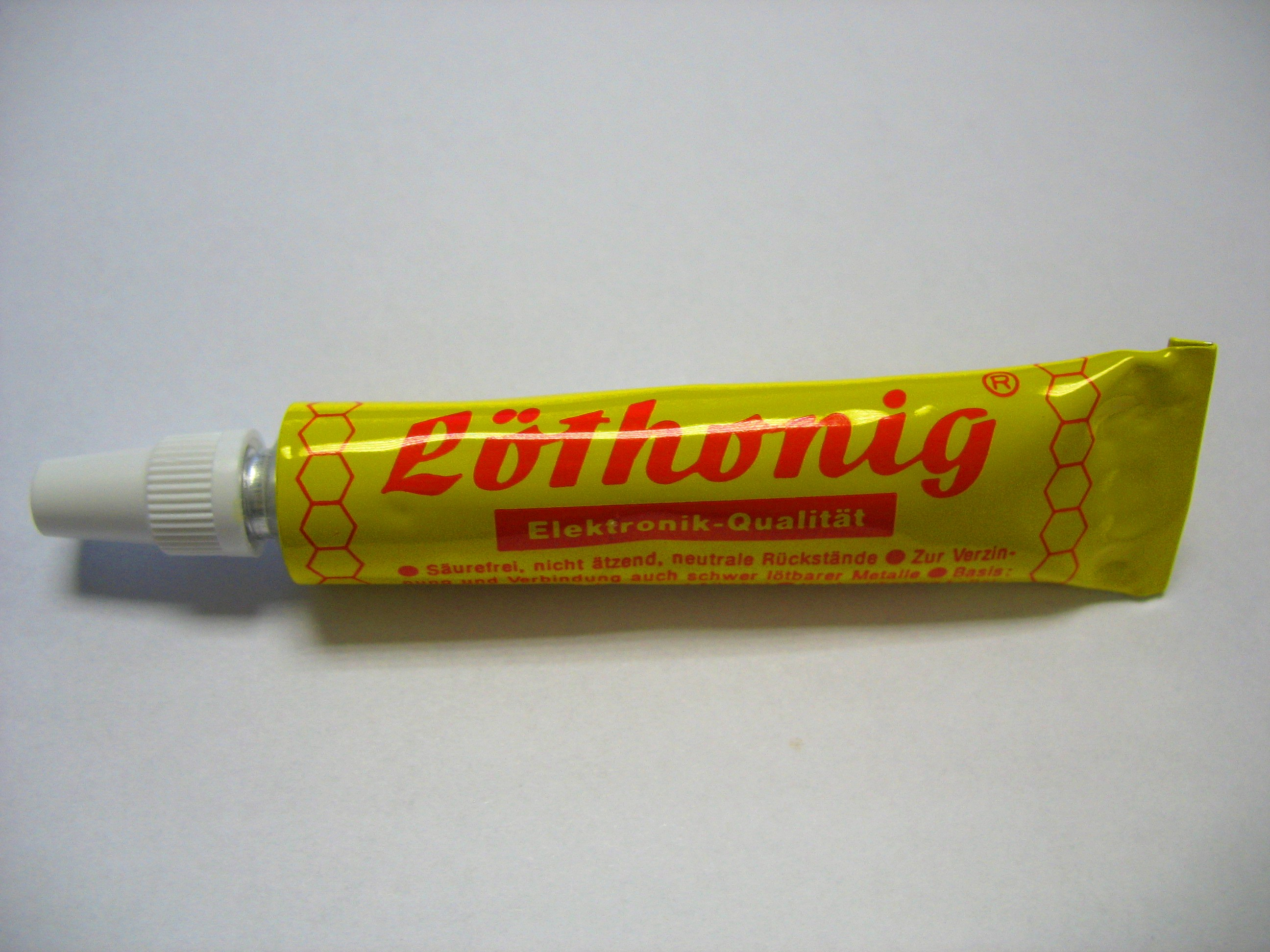
Topnik w formie pasty

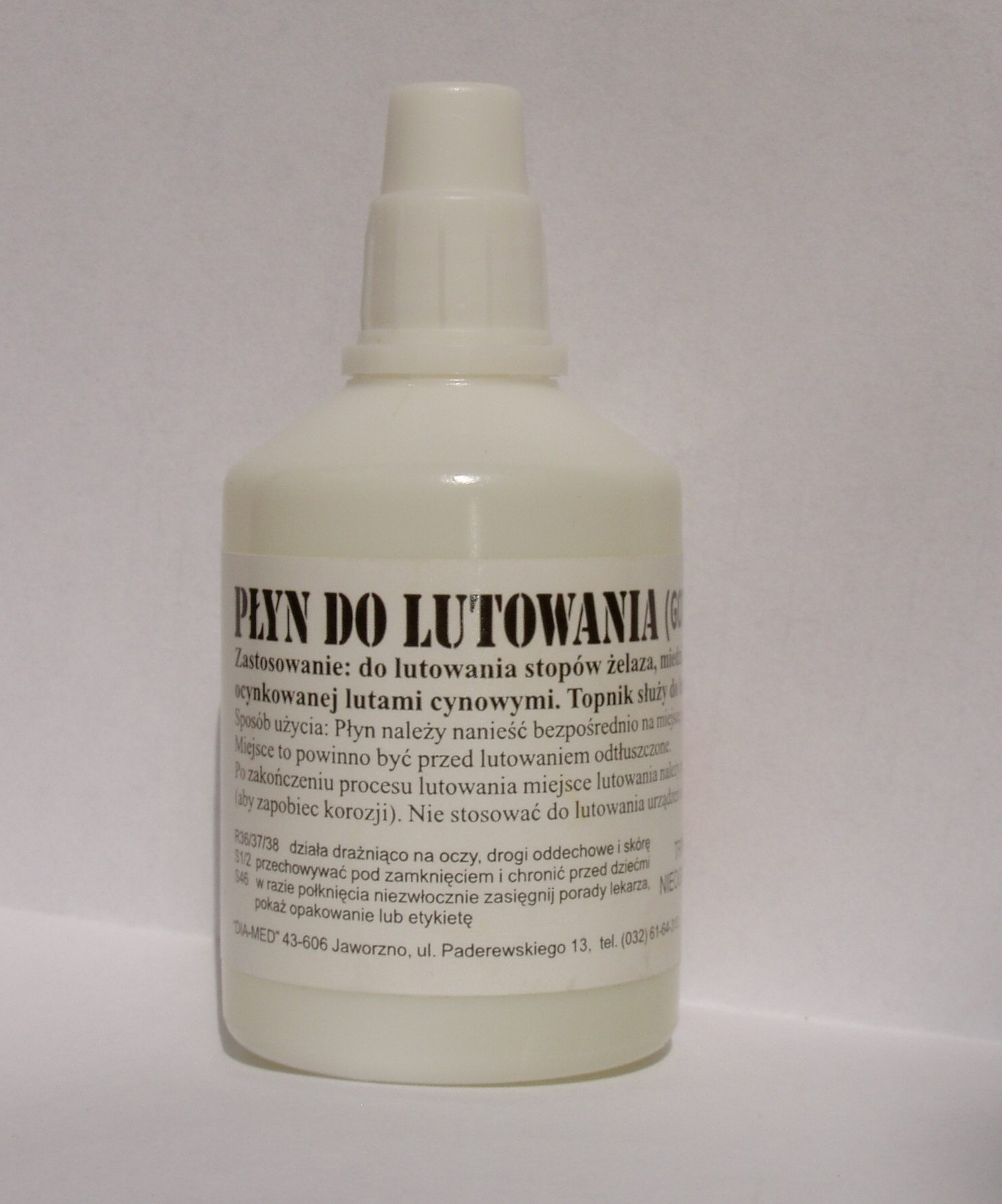
Płynny topnik do lutowania miękkiego

Topnik (odtleniacz) – substancja ułatwiająca lutowanie (miękkie i twarde) poprzez chemiczne oczyszczanie łączonych metali. Powszechnie stosowane topniki to chlorek amonu lub kalafonia do lutowania lutem cynowo-ołowiowym, kwas solny lub chlorek cynku do lutowania powłok ocynkowanych, boraks do lutowania twardego metali żelaznych.
Topnik spełnia cztery funkcje:
- usuwa tlenki i inne zanieczyszczenia z lutowanych powierzchni;
- zapobiega powstawaniu nowych tlenków podczas lutowania poprzez odcięcie kontaktu z powietrzem;
- ułatwia topnienie i zwiększa płynność lutowania;
- zwiększa zwilżalność lutu na materiale lutowanym.

Pierwszą funkcję można zapisać ogólnym wzorem:
tlenek metalu + kwas → sól + woda
Osad i resztki topnika pozostałe po lutowaniu należy usunąć, gdyż mogą powodować korozję. Wyjątkiem od tej reguły jest kalafonia, używana w lutowaniu miękkim. Jej naturalnym składnikiem aktywnym jest kwas abietynowy, który po lutowaniu zostaje „uwiązany” w kalafonii, przez co nie ma bezpośredniego kontaktu z lutem i nie powoduje korozji.